# Люс-Сен-Совёр
Люс-Сен-Совёр (фр. Luz-Saint-Sauveur, окс. Lus e Sent Sauvaire) — коммуна во Франции, находится в регионе Юг — Пиренеи. Департамент — Верхние Пиренеи. Административный центр кантона Люс-Сен-Совёр. Округ коммуны — Аржелес-Газост.
Код INSEE коммуны — 65295.

## География

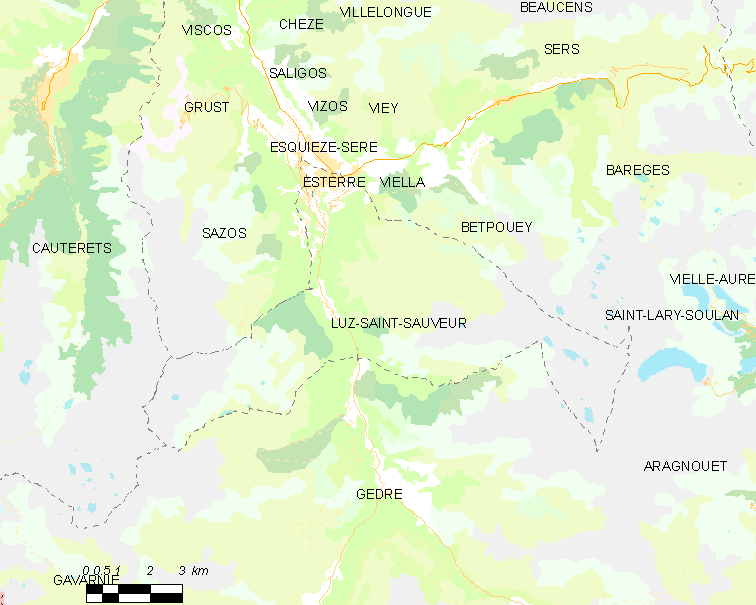
Карта коммуны

Коммуна расположена приблизительно в 690 км к югу от Парижа, в 145 км юго-западнее Тулузы, в 45 км к югу от Тарба.
По территории коммуны протекают реки Гав-де-По и Бастан.

## Климат
Климат умеренно-океанический с солнечной тёплой погодой и обильными осадками на протяжении практически всего года.

## Население
Население коммуны на 2010 год составляло 1001 человек.
| 1962 | 1968 | 1975 | 1982 | 1990 | 1999 | 2010 |
| ---- | ---- | ---- | ---- | ---- | ---- | ---- |
| 1239 | 1104 | 1040 | 1159 | 1173 | 1107 | 1001 |

## Администрация
| Период | Период | Фамилия         | Партия                   | Примечания                            |
| ------ | ------ | --------------- | ------------------------ | ------------------------------------- |
| 1947   | 1965   | Эжен Лон        |                          |                                       |
| 1965   | 1977   | Пьер Фуайе      |                          |                                       |
| 1977   | 2005   | Клод Массур     | Социалистическая партия  | член генерального совета              |
| 2005   | 2014   | Ален Лекуль     | Социалистическая партия  |                                       |
| 2014   | 2020   | Лоран Грансимон | Радикальная левая партия | председатель сообщества коммун Пе-Туа |

## Экономика
В 2010 году среди 593 человек трудоспособного возраста (15-64 лет) 458 были экономически активными, 135 — неактивными (показатель активности — 77,2 %, в 1999 году было 68,7 %). Из 458 активных жителей работали 434 человека (233 мужчины и 201 женщина), безработных было 24 (16 мужчин и 8 женщин). Среди 135 неактивных 31 человек были учениками или студентами, 67 — пенсионерами, 37 были неактивными по другим причинам.

## Достопримечательности
- Церковь тамплиеров (XI век). Исторический памятник с 1840 года[4]
- Руины замка Сент-Мари (XIV век). Исторический памятник с 1930 года[5]
- Термы (XIX век). Исторический памятник с 1975 года[6]
- Особняк Дрюэн (XVIII век). Исторический памятник с 1993 года[7]

## Города-побратимы
- Хёхберг (Германия, с 1977)
- Бастия-Умбра (Италия)

## Фотогалерея

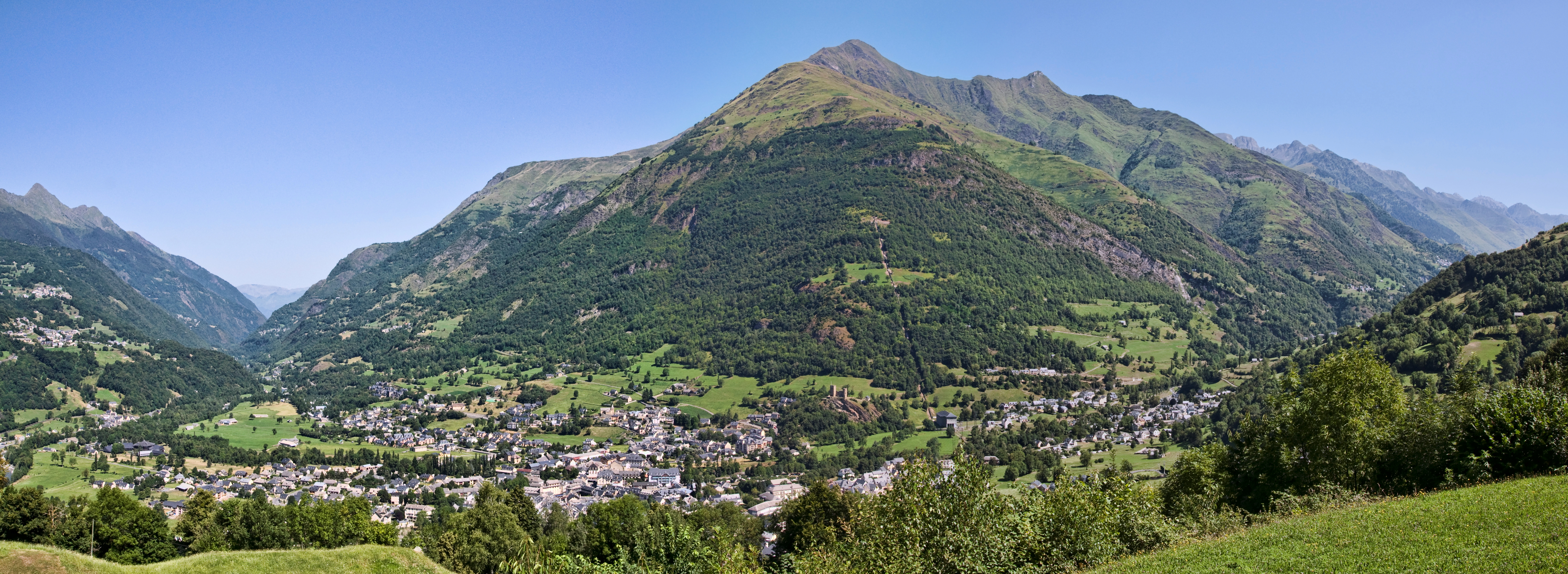
Люс-Сен-Совёр
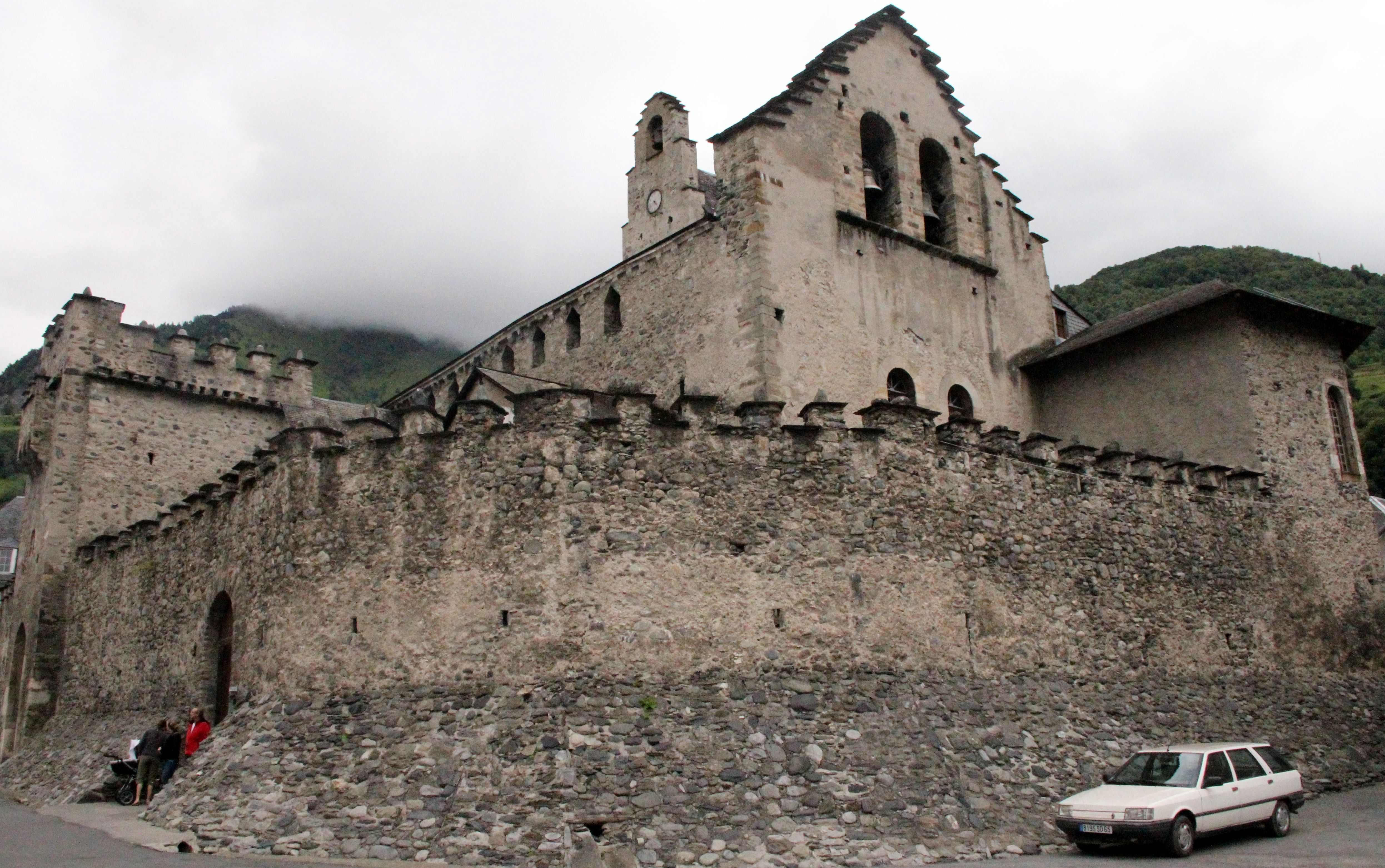
Церковь тамплиеров
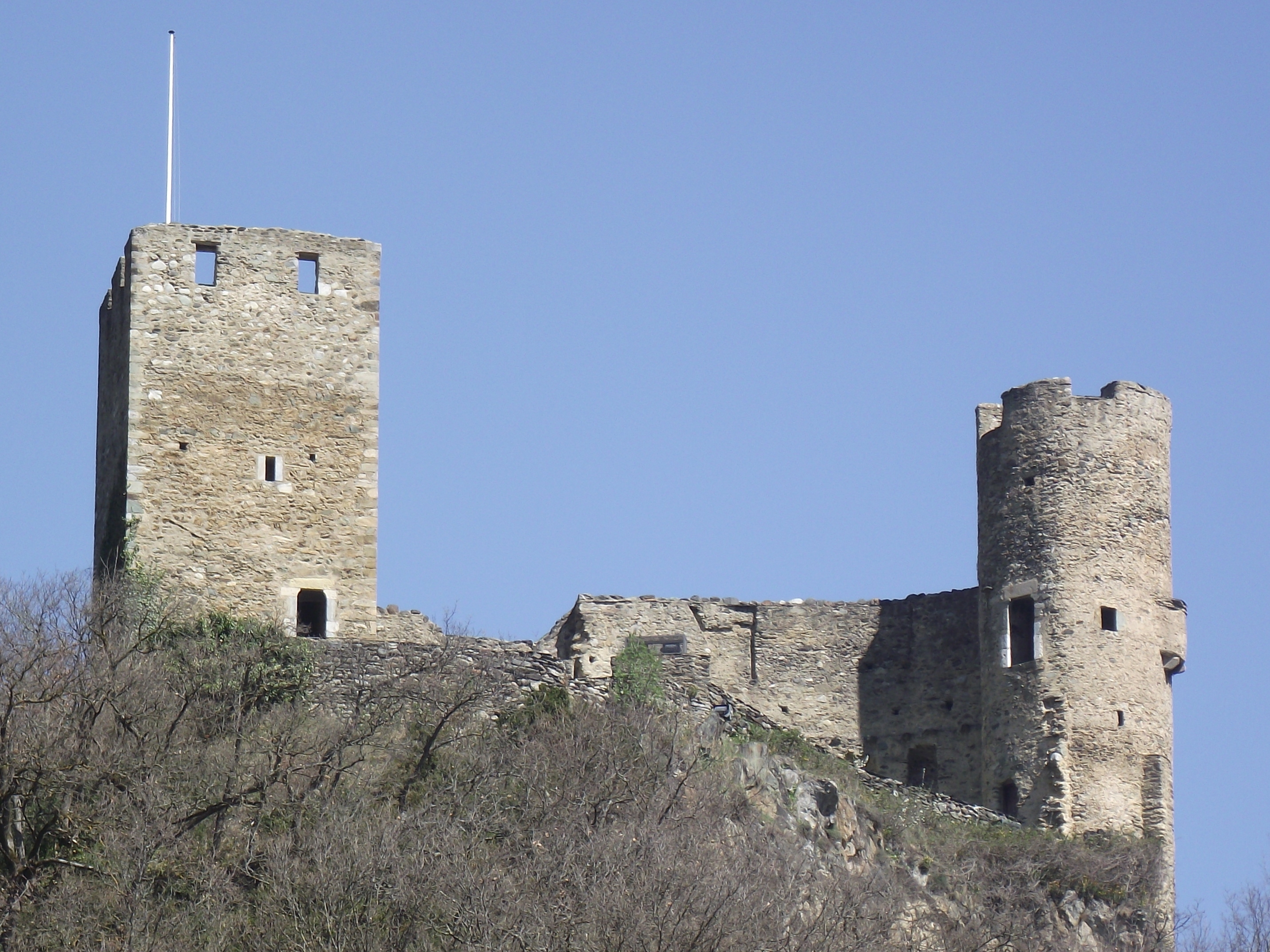
Замок Сент-Мари
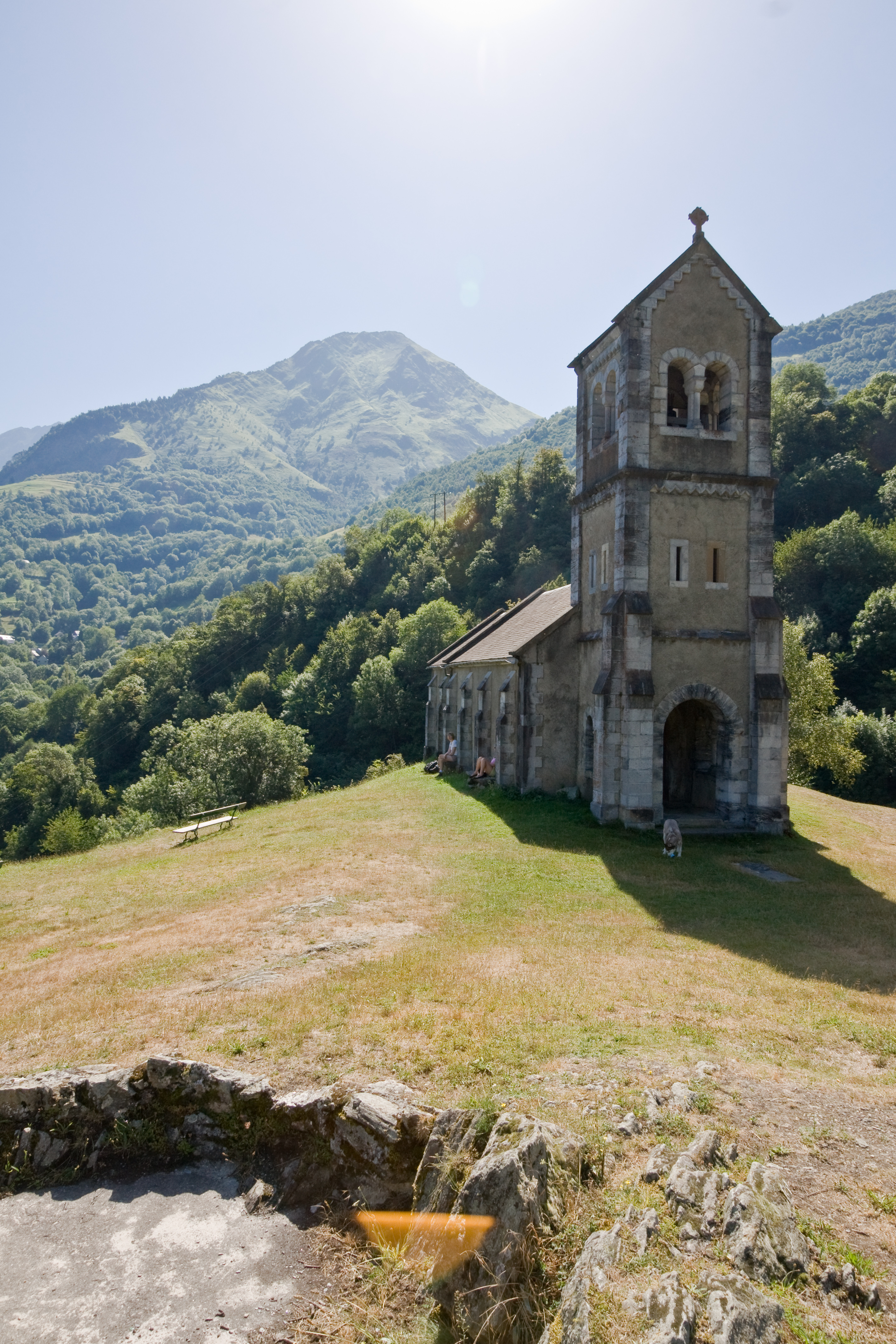
Часовня Сольферино
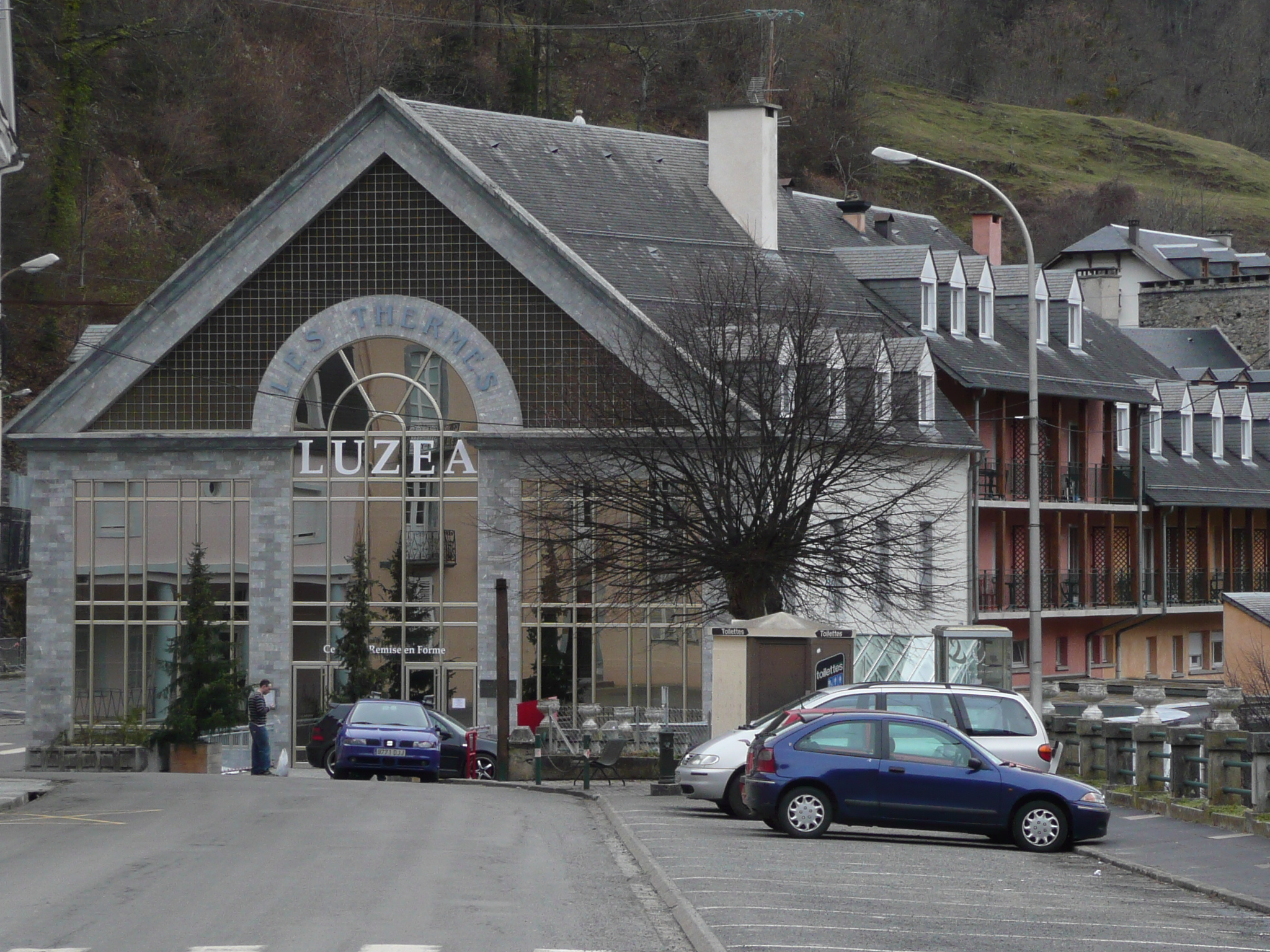
Термы
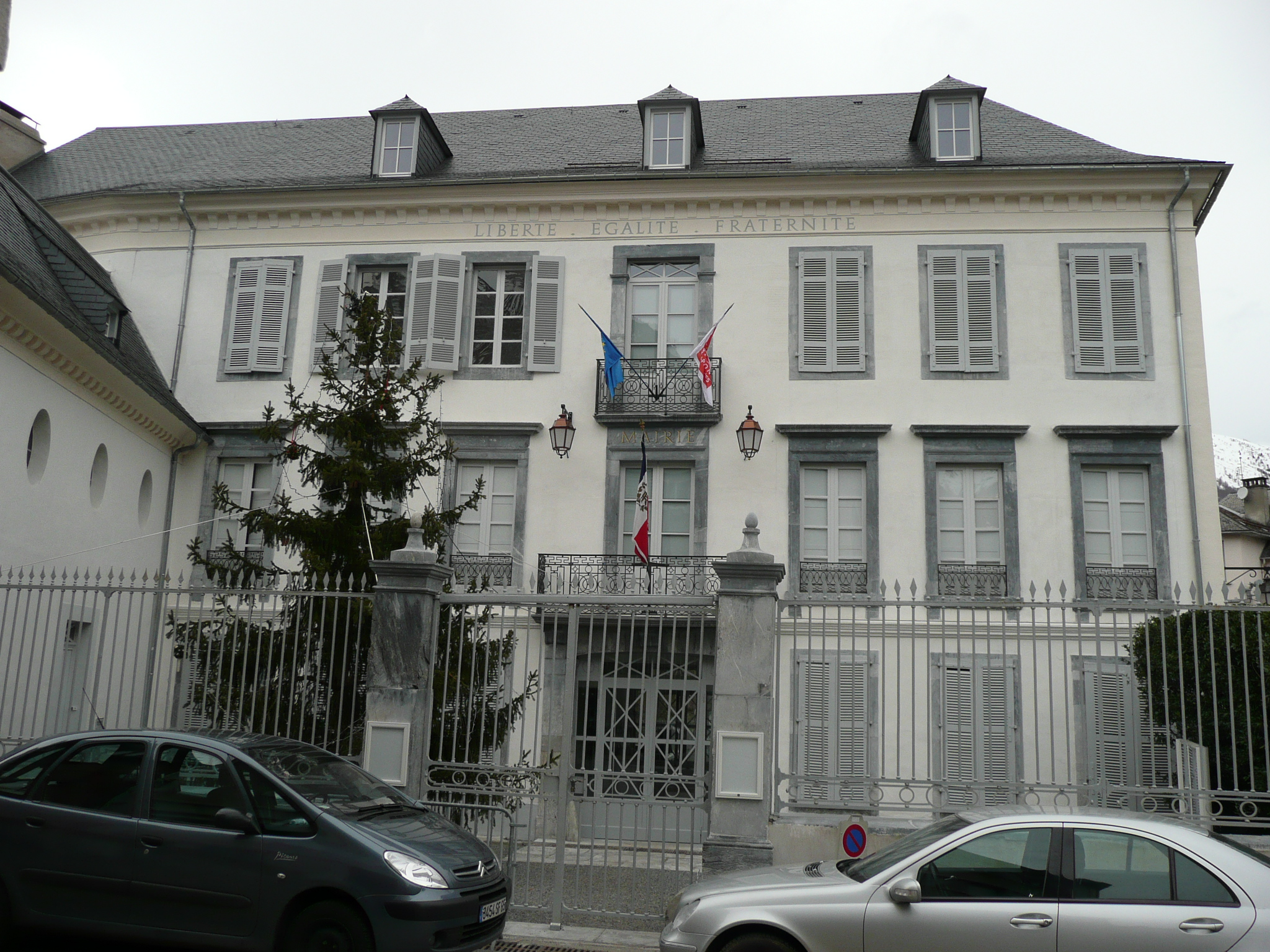
Мэрия
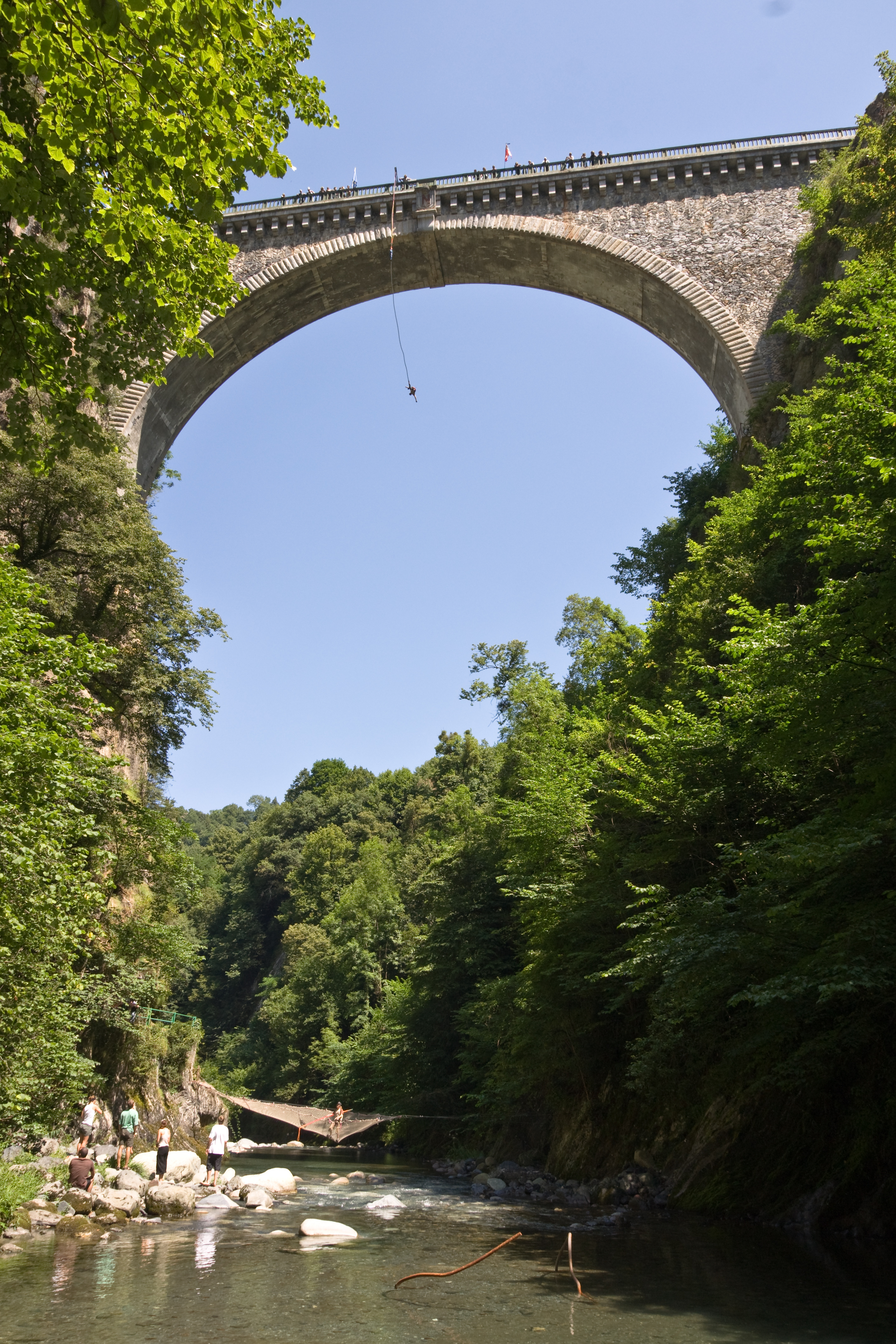
Мост Наполеона
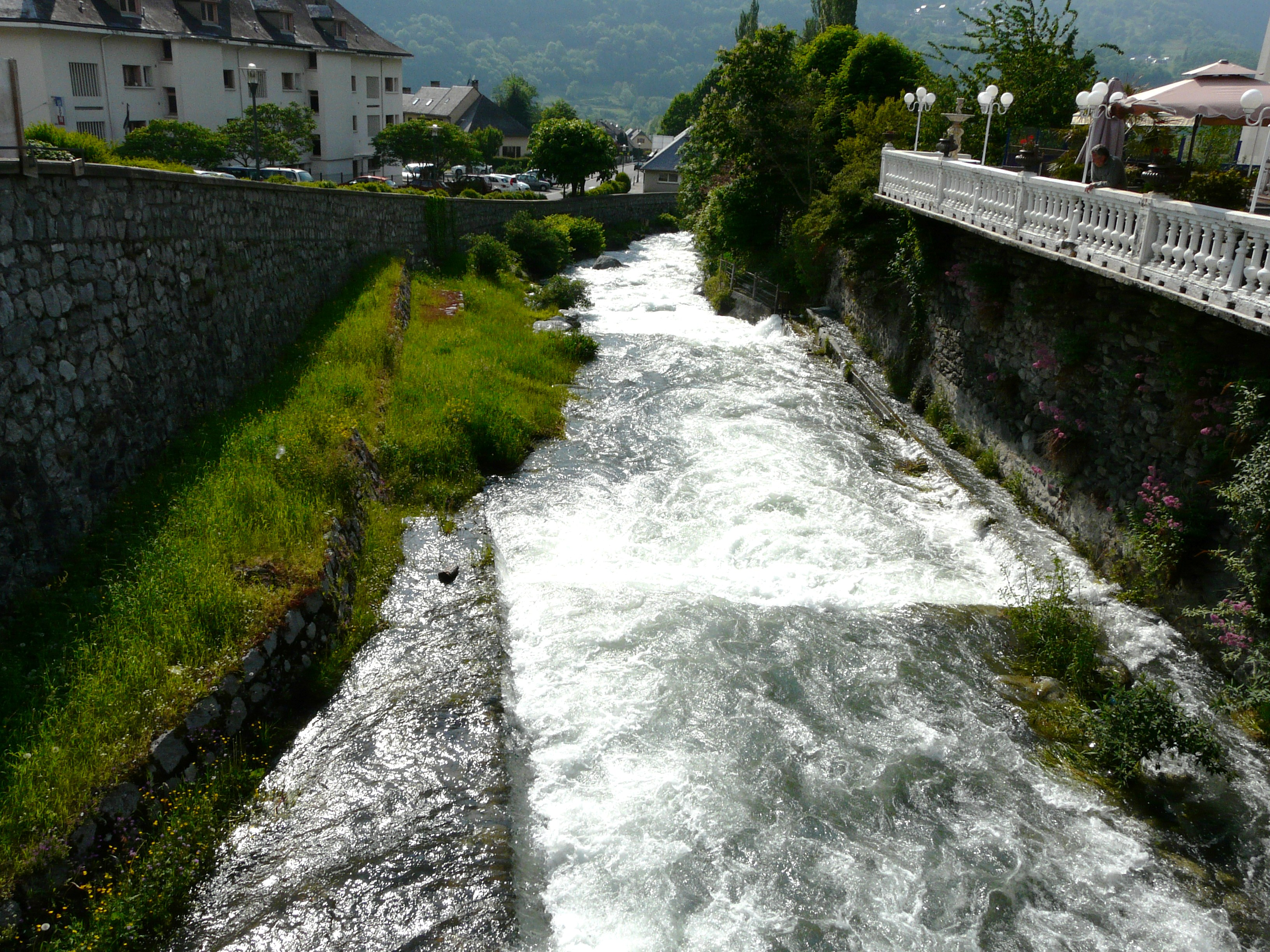
Река Бастан